# 말레이시아의 경제
말레이시아의 경제는 2020년 국제 통화 기금에 따르면 동남아시아에서 네 번째로 크고 또한 세계에서 36번째로 큰 경제대국이다. 말레이시아의 노동 생산성은 높은 지식 기반 산업 밀도와 제조 및 디지털 경제를 위한 최첨단 기술의 채택으로 인해 이웃한 태국, 인도네시아, 필리핀 또는 베트남보다 상당히 높다. 2019 세계 경쟁력 보고서에 따르면, 말레이시아 경제는 세계에서 27번째로 경쟁력 있는 국가 경제이다.
말레이시아 국민들은 싱가포르와 브루나이만이 이 풍요로움에 맞설 수 있었던 다른 거의 모든 아세안 국가들에 비해 풍요로운 생활방식을 누리고 있다. 이것은 빠르게 성장하는 수출 지향적인 경제, 상대적으로 낮은 국민 소득세, 매우 저렴한 지역 식량, 운송 연료, 그리고 전액 보조금을 받는 단일 급여자 공공 의료 서비스 덕분이다. 말레이시아는 비교적 개방적이고 국가 지향적인 새로운 산업화된 시장 경제를 가지고 있다. 말레이시아 경제는 2015년 첨단기술 제품의 수출가치가 572억5천800만 달러로 아세안의 싱가포르에 이어 두 번째로 높은 등 매우 건실하고 다각화되고 있다. 말레이시아는 세계적으로 인도네시아에 이어 두 번째로 많은 팜유 제품을 수출하고 있다.
2020년까지 고소득 국가로 가는 진보를 앞당기기 위해 1인당 소득을 늘리려는 정부 정책에도 불구하고, 말레이시아의 임금 성장은 매우 느렸다. 그것은 OECD 기준에 뒤쳐져 있다. 게다가, 사회 복지 혜택 또한 2011년부터 시행되고 있으며, 직접적인 현금 혜택은 생계비 지원이라고 불린다. 정부는 판매세 및 서비스세(SST)를 6%로 도입해 세수 증대를 위한 대책을 강화했다. 그것의 즉각적인 목표는 2018년에 적자를 줄이고 연방 부채 의무를 이행하는 것이었다.
1982년 마하티르 빈 모하맛 말레이시아 총리에 의해 도입된 동방정책(Look East Policy)은 지난 30여년간 말레이시아의 경제성장에 있어서 중요한 역할을 담당했다.

## 역사
믈라카 해협을 지배하는 세 나라 중 한 나라로서, 국제 무역은 말레이시아 경제에 매우 중요한 역할을 한다. 한때, 그것은 세계에서 가장 큰 주석, 고무, 야자유 생산국이었다. 제조업은 국내총생산의 40% 이상을 차지하며 말레이시아 경제에 큰 영향을 미친다. 말레이시아는 세계에서 가장 큰 이슬람 은행 및 금융 중심지이기도 하다.
1980년대에 말레이시아는 아시아의 네 마리 호랑이 경제(한국, 대만, 홍콩, 싱가포르)를 모방하기 시작했고 광업과 농업에 의존하는 경제에서 제조업 의존 경제로 전환하기로 약속했다. 1980년대에 광산업과 농업에 기반을 둔 말레이시아 경제는 보다 다부문 경제로 전환하기 시작했다. 1980년대 이래로 산업 부문이 말레이시아의 성장을 이끌었다. 여기에는 높은 수준의 투자가 중요한 역할을 했다. 일본의 투자로 중공업은 번창했고 몇 년 만에 말레이시아 수출은 말레이시아의 주요 성장 동력이 되었다. 말레이시아는 1980년대와 1990년대에 낮은 인플레이션과 함께 지속적으로 7% 이상의 GDP 성장을 달성했다.
1991년, 말레이시아 전 총리 마하티르 빈 모하맛은 2020년까지 말레이시아가 자급자족하는 산업화 국가가 될 것이라는 자신의 이상적 비전 2020을 개략적으로 설명했다. 탄 스리 노 모하메드 정부 장관은 말레이시아의 성장이 지속되거나 증가한다면 2018년에 선진국 지위를 얻을 수 있을 것이라고 말했다.
말레이시아는 20세기 후반 경제 호황을 경험하고 급속한 발전을 거쳤으며 2014년 1인당 GDP(명목)가 11,062.043달러로 신흥 산업국으로 꼽힌다. 2009년 PPP GDP는 3836억 달러로 2014년의 절반 수준이었고, 1인당 PPP는 8,100 달러로 2014년의 약 3분의 1 수준이었다.
2014년, 정부가 실시한 가계 소득 조사는 말레이시아에 700만 가구가 있으며, 가구당 평균 4.3명의 구성원이 있는 것으로 나타났다. 말레이시아의 평균 가계소득은 2012년 RM5,000에 비해 월평균 RM5,900으로 18% 증가했다.
코로나-19로 인해 말레이시아 내 기업 1만곳 이상이 파산한 것으로 나타났다.

## 경제 정책

### 통화 정책
1997년 아시아 금융 위기 이전에 말레이시아 링깃은 전 세계에서 자유롭게 거래되는 국제 통화였다. 외환위기 직전 링깃은 RM2.50으로 달러화에 거래됐다. 투기 행위로 인해 링깃은 몇 주 만에 달러당 RM4.10까지 떨어졌다. 중앙은행인 말레이시아 국립은행은 공개 시장에서 링깃의 유출을 막기 위해 자본 통제를 시행하기로 결정했다. 링깃은 국제화되지 않았고, 여행자는 1만 파운드 이상을 국외로 반출할 경우 중앙은행에 신고해야 했고, 링깃 자체는 미국 달러에 3.80 파운드로 고정되었다.
고정환율은 중국이 같은 조치를 발표한 지 몇 시간 후인 2005년 7월에 변동환율을 위해 포기되었다. 이 시점에서 링깃은 여전히 국제화되지 않았다. 링깃 지수는 2008년 3월까지 달러 대비 3.18까지 강세를 지속했고 2011년 5월에는 달러 대비 2.94까지 절상되었다. 한편, 자본 통제의 많은 측면들이 말레이시아 국립은행에 의해 서서히 완화되고 있다. 그러나 정부는 링깃을 국제화하지 않고 있다. 정부는 링깃이 준비되면 국제화될 것이라고 말했다.
말레이시아 국립은행은 당분간 금리 목표치를 사용한다. OPR은 그들의 정책 수단이며, 인플레이션과 경제 성장에 영향을 미칠 단기 은행간 금리를 안내하는 데 사용된다.

### 보조금 및 가격 통제
말레이시아 정부는 가격을 낮게 유지하기 위해 많은 필수 품목에 보조금을 지급하고 가격을 통제한다. 팜유, 식용유, 휘발유, 밀가루, 빵, 쌀 그리고 다른 필수품들의 가격은 생활비를 낮게 유지하기 위해 시장가격으로 유지되어 왔다. 2009년 기준으로, 정부 지출의 22%가 보조금이었고, 휘발유 보조금만 12%를 차지했다.
2010년 이래로, 정부는 정부 재정을 개선하고 경제 효율을 향상시키기 위해 연료와 설탕에 대한 일련의 보조금 삭감을 통해 말레이시아의 보조금 제도를 점진적으로 개혁해왔다. 그 결과, 2014년 12월, 정부는 공식적으로 모든 연료 보조금을 종료하고 당시 저유가를 이용하여 '관리 유동성' 제도를 시행하여, 잠재적으로 연간 200억 링깃(59억 7천만 달러)을 절약할 수 있었다.

## 통화
말레이시아의 유일한 법정 통화는 말레이시아 링깃이다. 2020년 3월 10일 현재 링깃은 미국 달러로 4.19 MYR에 거래되고 있다.
링깃은 1998년 9월 이후 국제화되지 않았는데, 이는 1997년 아시아 금융 위기로 인해 중앙은행이 링깃의 투기적 공매도로 인해 화폐에 자본 통제를 가한 결과이다. 일련의 자본 통제의 일환으로, 링깃의 가치가 USD당 2.50MYR에서 한때 USD당 4.80MYR로 떨어진 후, 1998년 9월부터 2005년 7월 21일까지 달러당 3.80MYR로 고정되었다.
최근 몇 년간, 말레이시아 국립은행은 통화 자체는 아직 국제적으로 거래되지 않고 있음에도 불구하고 자본 통제에 대한 특정 규정을 완화하기 시작했다. 은행 총재에 따르면 링깃이 준비되면 국제화될 것이라고 한다.

## 천연자원

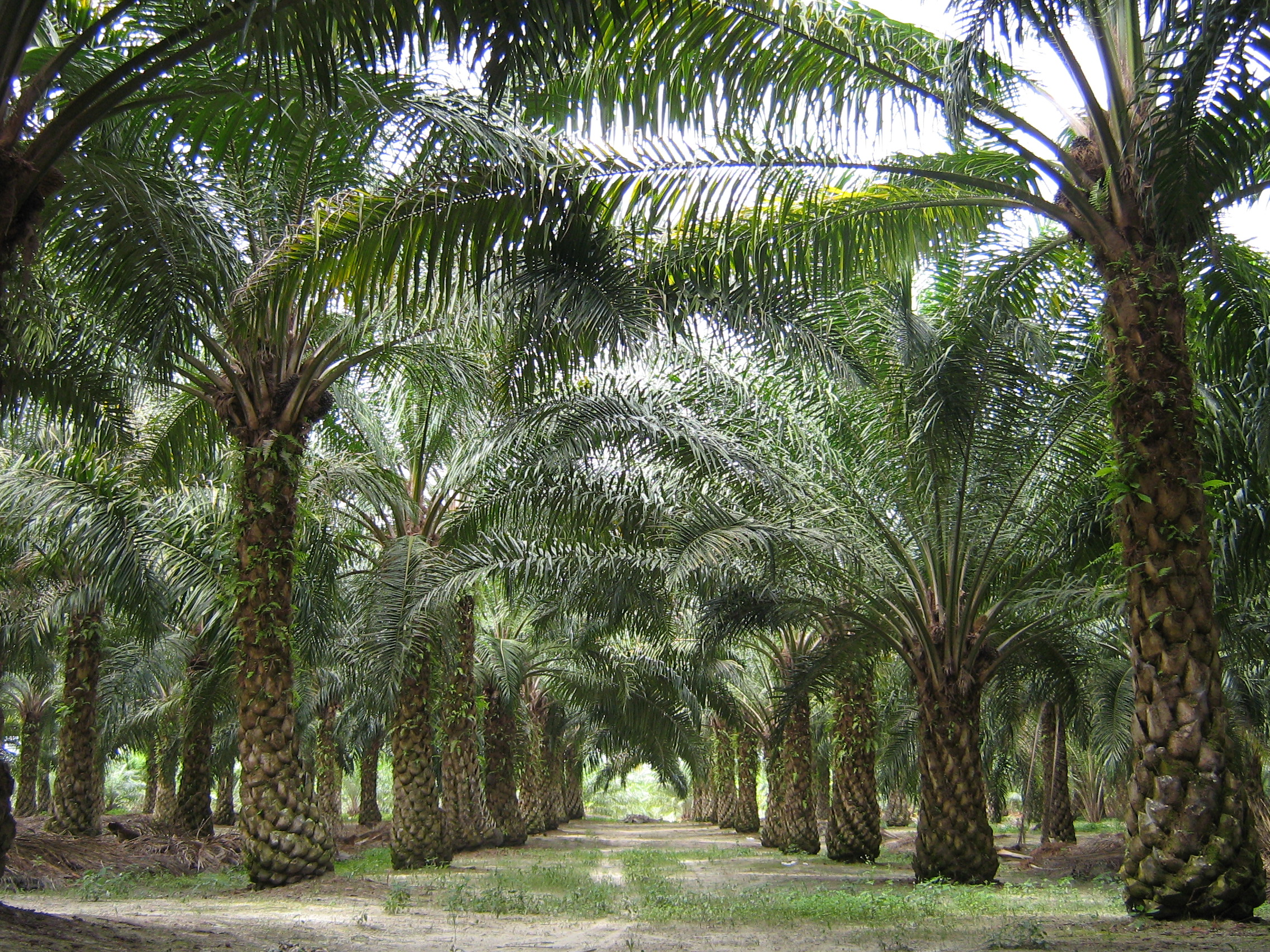
말레이시아의 팜유 매장

말레이시아는 농업, 임업, 광물과 같은 분야에서 천연자원이 풍부하다. 그것은 천연 자원과 농업 자원의 수출국이며, 가장 가치 있는 수출 자원은 석유이다. 농업 부문에서 말레이시아는 목재와 목재 제품, 코코아, 후추, 파인애플, 담배와 함께 천연 고무와 팜유의 주요 수출국 중 하나이다. 2011년 현재 말레이시아의 경작지 비율은 5.44%이다. 농경지는 17.49%로 구성되는 반면 다른 토지 이용은 77.07%로 구성된다. 2009년 기준으로, 관개지는 3,800 km2에 달한다. 2011년 현재 총 재생 가능한 수자원은 580 입방 킬로미터이다.
주석과 석유는 말레이시아 경제에서 중요한 광물 자원이다. 말레이시아는 1980년대 초 주석 시장이 붕괴될 때까지 한때 세계 최대의 주석 생산국이었다. 19세기와 20세기에 주석 생산은 말레이시아 경제에서 지배적인 역할을 했으며, 말레이시아는 세계 생산량의 31% 이상을 차지했다. 석유와 천연가스가 주석으로부터 광물 채굴 부문의 주축을 이룬 것은 1972년에 불과했다. 중요하거나 중요한 다른 광물로는 구리, 보크사이트, 철광석, 석탄, 점토, 카올린, 실리카, 석회석, 바라이트, 인산염, 화강암과 같은 치수석과 대리석 블록, 석판 등이 있다. 소량의 금이 생산된다.
2019년, 말레이시아는 세계에서 11번째로 큰 망간 생산국이었고, 주석의 11번째로 큰 생산국이었고, 보크사이트의 12번째로 큰 생산국이었으며, 라임의 19번째로 큰 생산국이었다.

## 비즈니스 환경
2015년, 말레이시아의 경제는 세계에서 가장 경쟁력 있는 나라 중 하나로, 인구 2천만 명 이상의 나라들에서는 호주, 영국, 한국, 일본보다 높은 14위, 5위를 차지했다.
세계은행의 2013년 6월 보고서에 따르면, 말레이시아는 비즈니스 용이성 지수에서 세계 6위를 차지하고 있으며, 이 순위에서 말레이시아의 강점은 신용 획득(1위), 투자자 보호(4위), 국경을 넘나드는 무역(5위) 등이다. 약점으로는 건축허가(43위) 처리 등이 있다. 이 조사는 사업을 하는 모든 면에서 189개국의 순위를 매겼다. 이번 조사에서 말레이시아는 공개 범위에서는 10점 만점, 이사책임 9점, 주주소송 7점을 받았다. 말레이시아는 이번 조사에서 싱가포르, 홍콩, 뉴질랜드에 뒤쳐져 있다.
세계은행의 2016년판 '비즈니스 용이성' 보고서에 따르면 말레이시아는 싱가포르에 이어 세계 18위, SE 아시아 2위이지만 태국(세계 49위)과 인도네시아(세계 109위)를 앞서는 것으로 나타났다. 말레이시아는 또한 MSC(멀티미디어 슈퍼 코리더) 기구를 통해 기술 기반 기업에 세금 혜택을 제공한다.
2015년, 말레이시아는 포린 폴리시 매거진이 발행한 기준 수익성 지수(BPI)에서 외국인 투자자들에게 6번째로 매력적인 국가였다.
정부는 말레이어로 "간소화"를 의미하는 PEMUDAH라고 불리는 사업을 촉진하기 위해 특별 태스크 포스를 설치함으로써 보다 기업 친화적인 환경으로 나아가고 있다. 주요 내용으로는 외국인을 고용하는 규제 완화, 토지 이전 시간 단축, 기업에 대한 설탕 저장 한도(말레이시아의 관리 품목) 증가 등이 있다.
PEMUDAH는 비즈니스 용이성 지수에서 2013년 말레이시아 순위를 반영하듯 보다 비즈니스 친화적인 환경을 조성하는 데 크게 성공했다.
말레이시아는 2020년 글로벌 혁신 지수에서 33위를 차지했는데, 이는 2019년의 35위에서 상승한 것이다.

## 과제
2016년 말레이시아 국세청은 자본금 250만 링깃을 초과하는 기업에 대해 실효세율을 24%로 낮췄고, 중소기업은 19%다.
말레이시아 정부는 또한 판매 및 서비스 세금과 부동산 세금과 같은 정부 세금을 부과한다. SST의 현재 비율은 6%이며 재산 처분은 부동산을 보유하는 기간 일정에 따른다.

## 농업

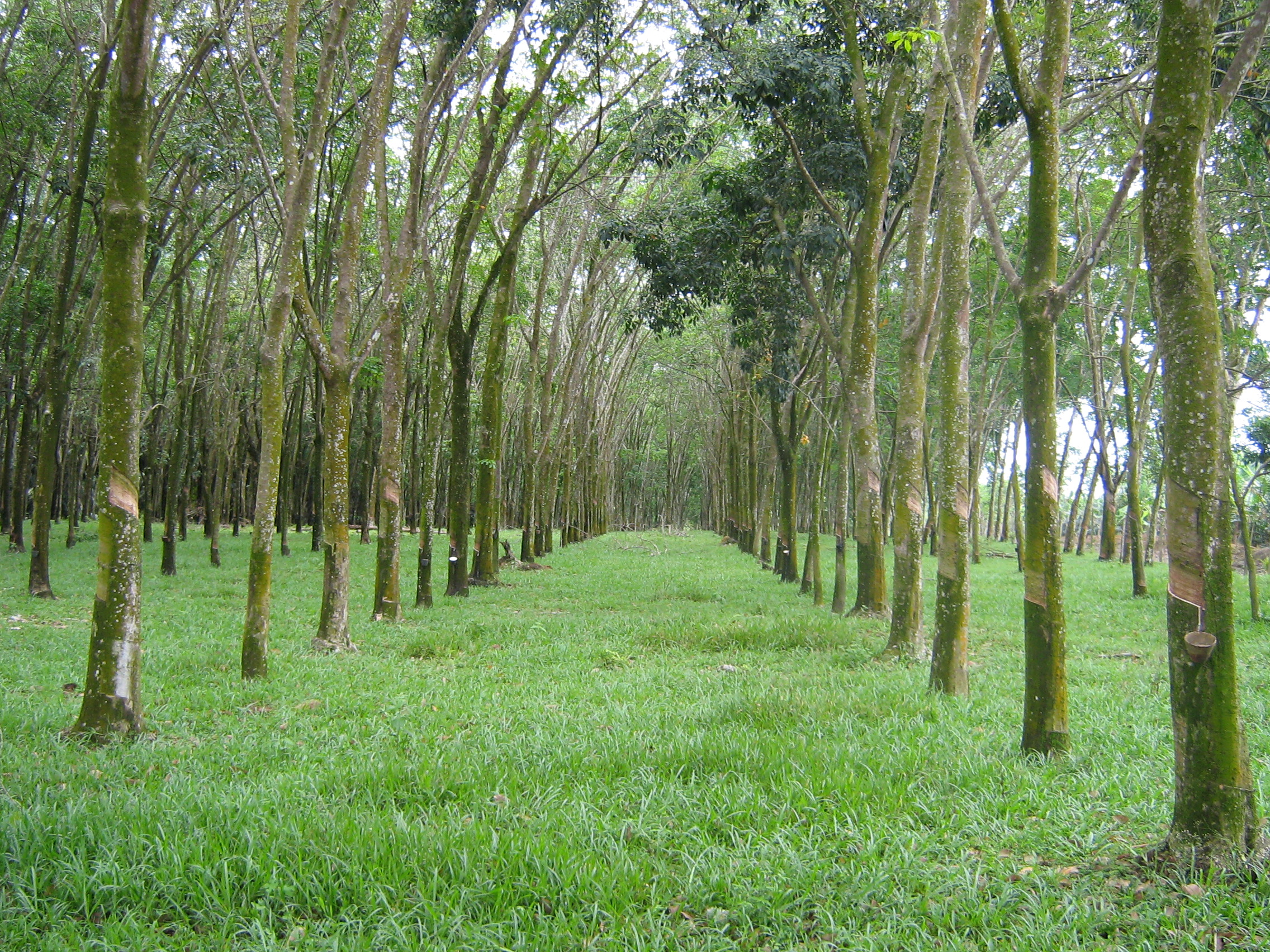
말레이시아의 고무 농장

농업은 현재 말레이시아 경제의 군소 부문으로 2014년 말레이시아 GDP의 7.1%를 차지하고 말레이시아 노동력의 11.1%를 고용하고 있는데, 이는 1960년대 말레이시아 GDP의 37%를 농업이 차지하고 노동력의 66.2%를 고용했던 것과 대조적이다. 농업 부문에 의해 재배된 작물 또한 논과 코코넛과 같은 식량 작물에서 팜유와 고무와 같은 산업 작물로 크게 옮겨갔는데, 이것은 1960년의 68.5%에 비해 2005년에는 전체 농지 사용의 83.7%에 기여했다.

## 관광업

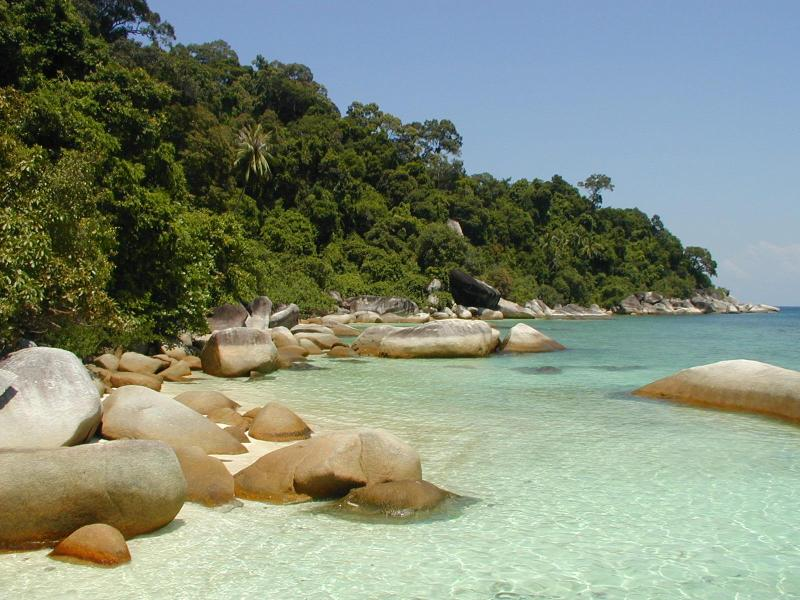
쁘렌띠안섬의 남족 해변

관광업은 말레이시아 경제의 큰 부문으로, 5710만 명 이상의 국내 관광객이 2014년에 374억 원(110억 달러)의 관광객 수입을 올렸으며, 2013년에 비해 6.7% 증가한 2743만7315명의 해외 관광객을 유치했다. 총 국제 관광객 수입은 2014년에 606억 달러(190억 달러)로 3.9% 증가했다.
세계 관광 기구(UNWTO)는 2012년에 말레이시아를 10번째로 가장 많이 방문한 나라로 선정했다.
말레이시아는 관광 산업의 자산이 되는 다양한 자연 명소가 풍부하다. 세계 여행 관광 위원회(WTTC)는 말레이시아를 "실현되지 않은 잠재력으로 가득 찬 여행지"로 선언했는데, 그는 말레이시아를 비교적 저렴한 가격과 대부분 손상되지 않은 목적지에 맞게 다양한 볼거리를 이용할 수 있다는 점을 주요 강점으로 내세웠다.
말레이시아의 주요 관광지는 물루 동굴, 쁘렌띠안섬, 랑카위, 페트로나스 트윈 타워, 키나발루산이다.

### 의료 관광업

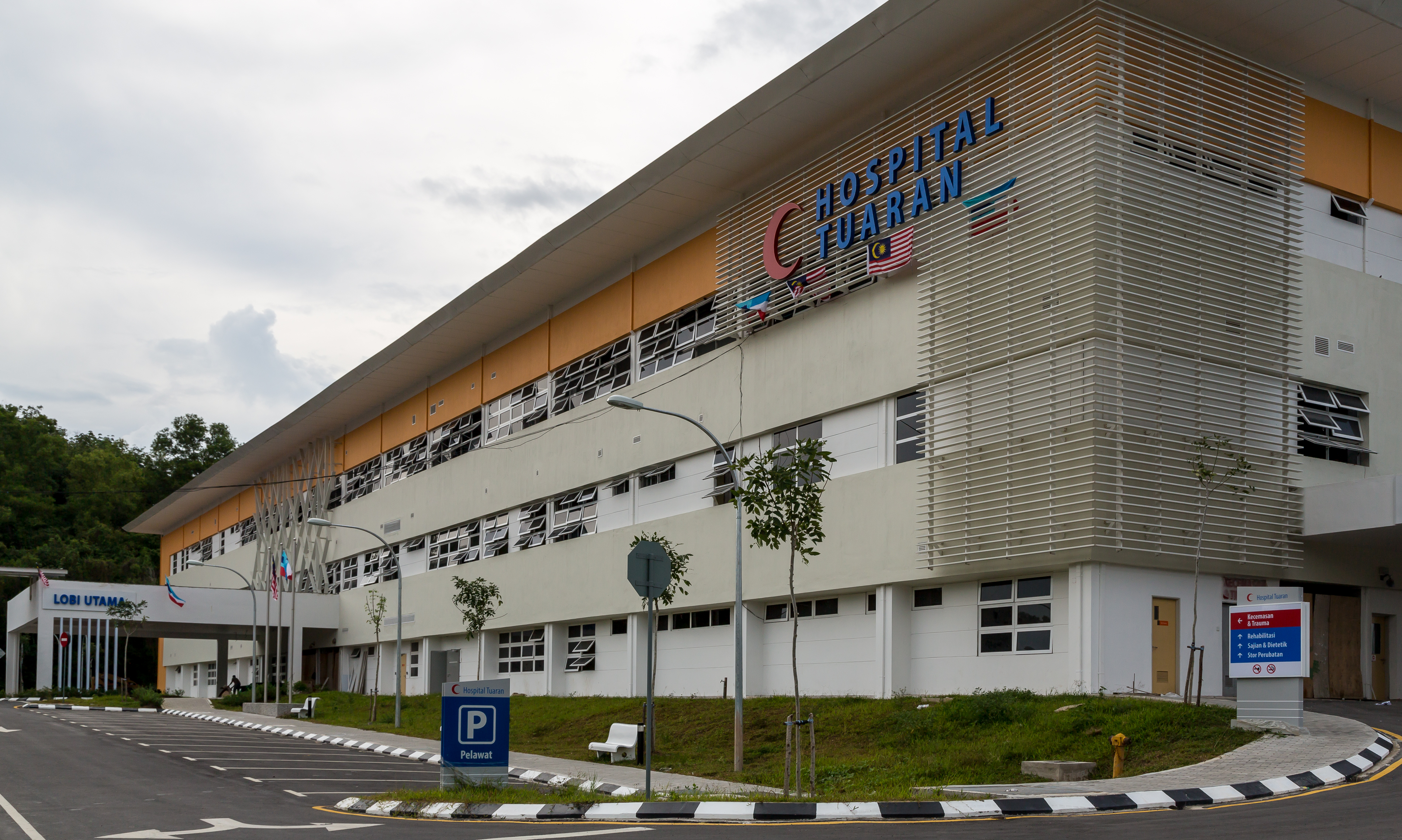
사바주의 투아란 병원

의료 관광업은 말레이시아 경제의 중요한 부문으로, 2014년에 의료 치료만을 위해 말레이시아로 약 100만 명이 여행하여 약 2억 달러(약 697만 달러)의 수익을 창출했다.
말레이시아는 현대의 민간 의료 시설과 매우 효율적인 의료 전문가들이 있는 가장 선호하는 의료 관광지 중 하나로 유명하다. 2014년 말레이시아는 노마드 캐피탈리스트에 의해 세계 최고의 의료관광지로 선정되었다. CNBC는 말레이시아를 10대 의료관광지로 선정하기도 했다.
2014년, 말레이시아 병원인 프린스 코트 메디컬 센터는 MTQUA에 의해 세계 최고의 의료 관광객 병원으로 선정되었다.
말레이시아 정부는 2020년까지 190만 명의 외국인 환자로부터 96억 달러(32억 달러)의 매출을 달성한다는 목표를 세웠다.

## 투자
말레이시아의 2014년 총 누적 투자액은 2천359억 RM으로, 72.6%(1천713억 RM)는 국내, 27.4%(RM646억 RM)는 외국이다.
글로벌 경영 컨설팅 회사인 A.T. 키어니에 따르면 말레이시아는 2014년 외국인 직접 투자 신뢰 지수에서 15위, 2012년 9위, 2007년 16위, 2010년 21위에 올랐다. 이 지수는 정치, 경제 및 규제 변화가 전 세계 일류 기업 총수의 FDI 의도와 선호도에 미치는 영향을 평가한다.

## 같이 보기
- 죽강